# Raw Thrills
Raw Thrills, Inc. es una compañía de entretenimiento de arcades con sede en Skokie, Illinois. Es conocida por desarrollar juegos arcade basados en películas.

## Historia
Raw Thrills fue fundada en 2001 por Eugene Jarvis, Deepak Deo y Andrew Eloff. El personal también está formado por otros exempleados de  Midway Games . Actualmente, el personal tiene alrededor de 25 empleados, la mayoría de los cuales han estado con la compañía durante la mayor parte de su existencia.
El primer juego independiente de monedas de Raw Thrills fue Target: Terror, un juego de disparos de armas ligeras que luego se actualizó a  Target: Terror Gold (también conocido como Target: Force) con niveles de bonificación, premios al final de la ronda y otras mejoras de rendimiento. "Target: Terror" fue el primer juego de armas diseñado bajo la dirección de Eugene Jarvis.

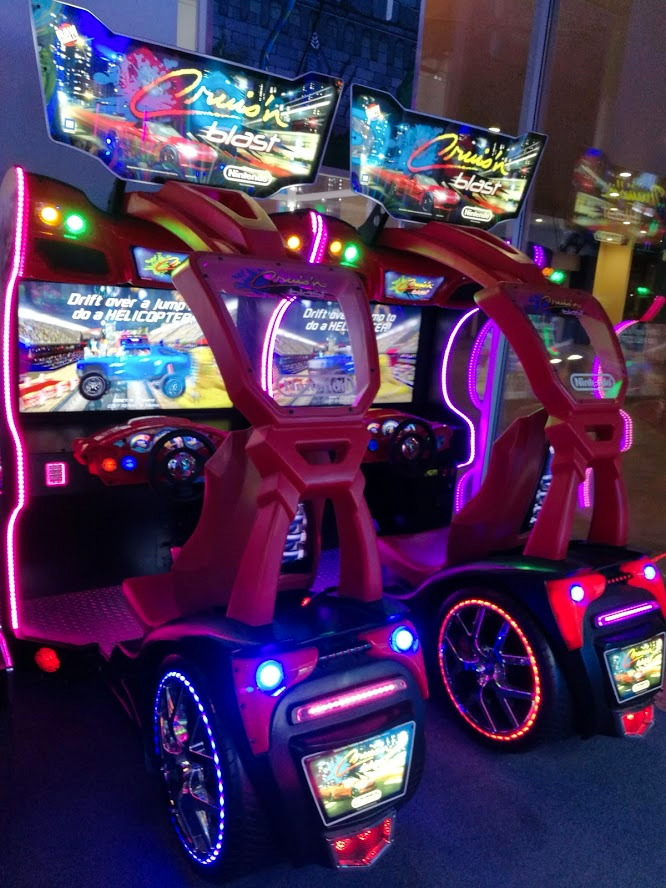
Cabinas Cruis'n Blast, lanzadas por Raw Thrills en 2017

El segundo juego de la compañía fue The Fast and the Furious, un juego de carreras basado en la película del mismo nombre de Universal Pictures. Tsunami Visual Technologies más tarde hizo una versión en movimiento del juego para grandes centros de entretenimiento familiar.
En 2006, Raw Thrills publicó dos títulos:  Big Buck Hunter PRO, desarrollado por Play Mechanix; y The Fast and the Furious: Super Bikes. Raw Thrills lanzó en 2007 una secuela de The Fast and the Furious titulado "The Fast and the Furious: Drift", basa da en la película del mismo nombre. También lanzaron una continuación de la exitosa serie   Big Buck ,  Big Buck Safari en tres configuraciones diferentes que incluyeron un gabinete estándar de 27 ", una versión LCD de 42" y una versión de cine proyectada de 8'x6 'en pantalla. También lanzarían una nueva actualización de   Big Buck Hunter Pro  con  Big Buck Hunter Pro: Open Season in 2009.
Después del éxito de su título de carreras DRIFT de Fast and Furious, la compañía puso su mirada en las carreras de estilo kart con Nicktoons Nitro. El juego presentaba personajes con licencia de varios  programas de Nickelodeon de dibujos animados que incluían  SpongeBob SquarePants , Timmy Turner, Avatar Aang, Invader Zim, Jimmy Neutrón y Danny Phantom.
También en 2009, Raw Thrills se asoció con Konami y Activision para producir Guitar Hero Arcade. Raw Thrills diseñó el juego mientras Konami y Activision estaban involucrados para cubrir problemas de patentes y licencias, respectivamente. El juego fue un gran éxito vendiendo más de 2000 unidades en solo tres meses.
En enero de 2009, se reveló que Raw Thrills y Specular Interactive se unieron para producir un sucesor espiritual para el corredor arcade Midway  Hydro Thunder  con un juego titulado H2Overdrive. Specular Interactive estaba compuesto por varios exempleados de Midway que habían trabajado en Hydro Thunder y esto condujo a que H2Overdrive mantuviera muchas de las ideas que Hydro Thunder tenía en su lugar mientras agregaba algunos elementos nuevos como logros, un sistema de nivelación y física mejorada . También recibió grandes elogios de los críticos. La versión original de H2Overdrive llegó en un gabinete con un monitor LCD HD de 42 "y en marzo de 2010 produjeron una versión de 32" para lugares más pequeños. También se produjo una versión basada en movimiento en noviembre de 2009 que estaba siendo manejada por  Namco Bandai Games  y  UNIS . UNIS también tiene los derechos para distribuir el juego en China.
En marzo de 2010, Raw Thrills y Play Mechanix lanzaron " Terminator Salvation", un tirador de pistola de lujo basado en la película del mismo nombre que se estrenó en los cines en mayo de 2009. El juego recibió elogios tempranos de los operadores de arcade ya que superó las expectativas de ganancias durante las pruebas.

## Videojuegos
|  | - Target: Terror (2004) - Target: Terror GOLD (2004) - The Fast and the Furious (2004) - Big Buck Hunter PRO (2006) - The Fast and the Furious: Super Bikes (2006) - The Fast and the Furious: Drift (2007) - Big Buck Safari (2008) - Nicktoons Nitro (2008) - Big Buck Hunter PRO: Open Season (2009) - Guitar Hero Arcade (2009) - H2Overdrive (2009) - Terminator Salvation (arcade) (2010) - Wheel of Fortune (2010) - Super Bikes 2 (2010) - Fast & Furious: SuperCars (2010) - Frogger (2010) (Redemption Game) - Big Buck World (2010) - Dirty Drivin' (2011) - Big Buck HD (2012) | - Cars (2012) - Doodle Jump Arcade (2012) - Winter X Games SnoCross (2012) - Batman (2013) - PAC-MAN Chomp Mania (2013) - Aliens Armageddon (2014) - Barrel Of Monkeys (2014) (redemption game) - Super Alpine Racer (2014) - Jurassic Park Arcade (2015) - MotoGP (2015) - World's Largest PAC-MAN (2016) - Galaga Assault (2016) - Cruis'n Blast (2017) - ’’Alien: Covenant (arcade)’’ (2017) - Space Invaders Frenzy (2017) (redemption game) - The Walking Dead (2017) - X Games Snowboarder (2017) - Injustice Arcade (2017) (developed by NetherRealm Studios and published by WB Games) - Teenage Mutant Ninja Turtles (2018) - slither.io (2018) - Halo: Fireteam Raven (2018) - Rampage (2018) - Super Bikes 3 (2019) - Nerf Arcade (2019) |